# Constantin Argetoianu
Constantin Argetoianu (Craiova, 1871 — Sighetu Marmaţiei, 6 de fevereiro de 1952), foi um político romeno e uma das personalidades mais conhecidas da Romênia Maior no período entre-guerras. Ocupou o cargo de primeiro-ministro entre 28 de setembro e 23 de novembro de 1939.
Seu livro de memórias, que traz um panorama da sociedade romena, ficou conhecido pelas fortes críticas às maiores figuras da política romena, utilizando o mesmo tom sarcástico que haviam feito seus antigos discursos políticos notórios.